# Anita Pádár
Anita Pádár (ur. 30 marca 1979 w Karcag) – węgierska piłkarka grająca na pozycji napastnika.

## Kariera klubowa
Piłkę nożną rozpoczęła uprawiać w swoim rodzinnym mieście Karcag. W wieku 14 lat w drużynie Szolnok TE zadebiutowała w najwyższej klasie rozgrywkowej na Węgrzech. W 1994 roku przeszła do László Kórház SC z którym zdobyła w pierwszym sezonie tytuł mistrzyni Węgier. W 1997 roku występowała w Íris SC w którym zdobyła cztery bramki, po czym wróciła do drużyny László z którym w trzech kolejnych sezonach zdobyła kolejne mistrzostwa. W 2000 roku przeszła do zespołu Renova FC z którym zdobyła wicemistrzostwo Węgier. Od 2001 do 2011 roku występowała w najbardziej utytułowanym zespole Węgier - 1. FC Femina z którym zdobyła sześć tytułów mistrza Węgier oraz jeden puchar Węgier. Od sezonu 1998/1999 nieprzerwanie królowa strzelczyń ligi. Zdobywczyni ponad 600 bramek w lidze, co czyni ją rekordzistką rozgrywek. Po problemach finansowych klubu Femina przeniosła się do MTK Budapest FC.
Od 2003 występuje również w halowej wersji piłki nożnej tj. futsalu.

## Kariera reprezentacyjna
Pádár raz pierwszy została powołana w 1995 roku, krótko po jej szesnastych urodzinach. 6 marca 2013 roku w meczu o Puchar Algarve przeciwko Meksykankom zagrała w swoim setnym spotkaniu w reprezentacji. 

## Sukcesy
Női NB I
- Mistrzyni (10): 1995, 1998, 1999, 2000, 2002, 2003, 2006, 2007, 2008, 2012, 2013, 2014
- Wicemistrzyni (1): 2001
- Brązowy medal (2): 1996, 2005
- Królowa strzelczyń (14): 1999, 2000, 2001, 2002, 2003, 2004, 2005, 2006, 2007, 2008, 2009, 2010, 2011, 2012, 2013

Puchar Węgier
- Zdobywca: 1998, 1999, 2000, 2001, 2013, 2014

Piłkarka roku na Węgrzech1999, 2011